# Ignacio Miguel Bergara de Medina
Ignacio Miguel Bergara de Medina, també conegut com a Nacho Bergara, (Montevideo, 20 de juliol de 1940 - Eivissa, 4 de gener de 2004) fou un futbolista uruguaià, nacionalitzat espanyol, de la dècada de 1960.

## Trajectòria
Començà la seva trajectòria esportiva a l'Uruguai al club Racing de Montevideo. L'agost de 1962 fou fitxat pel RCD Mallorca, juntament amb el seu germà Danny Bergara, on jugà dues temporades. El 1964 fou contractat pel RCD Espanyol on jugà durant cinc temporades, això no obstant, mai arribà a ser titular indiscutible. El seu darrer club fou la UE Sant Andreu, on jugà tres temporades, de 1969 a 1972. També fou entrenador del Sant Andreu dues etapes als anys 1970, així com de l'Albacete Balompié i d'altres clubs modestos.